# Valeria Messalina
Valeria Messalina (Roma, 25 – Roma, 48) fu imperatrice consorte dell'imperatore Claudio, che aveva sposato quattordicenne per volere dell'imperatore Caligola.

## Biografia
Figlia di Domizia Lepida e di Marco Valerio Messalla Barbato (nipote di Ottavia minore, sorella di Augusto), Messalina nacque in una famiglia patrizia imparentata con la casa Giulio-Claudia.
Quando Caligola salì al trono, era già una delle donne più desiderate di Roma per la sua bellezza. Con Claudio, un uomo più anziano di lei di oltre trent'anni, balbuziente, zoppo e al terzo matrimonio, ebbe due figli, Claudia Ottavia e Cesare, detto poi Britannico. Dopo che il 24 gennaio del 41 i pretoriani uccisero Caligola, lei e suo marito Claudio furono acclamati imperatori di Roma. Insieme al marito fece uccidere gli assassini di Caligola, esiliò Seneca in Corsica, esiliò Giulia Livilla (sorella minore di Caligola e supposta amante di Seneca) a Ventotene dove fu uccisa, e richiamò dall'esilio Agrippina minore, sua zia.
Giovane e inquieta, Messalina non amava molto la vita di corte; conduceva invece un'esistenza trasgressiva e sregolata.
Di lei si raccontarono (e si narrano tuttora) le storie più squallide: che avesse imposto al marito di ordinare a tutti i giovani e bei sudditi di cederle, che avesse avuto relazioni incestuose con i fratelli, che si prostituisse nottetempo nei bordelli (postriboli) sotto il falso nome di Licisca dove, completamente depilata, i capezzoli dorati, gli occhi segnati da una mistura di antimonio e nerofumo, si offriva a marinai e gladiatori per qualche ora al giorno.
Secondo il racconto di Plinio il Vecchio (10,172), una volta sfidò in gara la più celebre prostituta dell'epoca e la vinse nell'avere 25 concubitus (rapporti) in 24 ore. Fu proclamata invicta e, a detta di Giovenale (6,130), "lassata, viris nondum satiata, recessit" ("stanca, ma non sazia di uomini, smise").
Se sapeva essere molto generosa con gli uomini che accondiscendevano ai suoi capricci, era anche pronta a far eliminare con facilità quanti non vi si prestavano.
Dopo le accertate relazioni adulterine con il governatore Appio Giunio Silano (che fu costretto a sposare Domizia Lepida) e con l'attore Mnestere, Messalina si innamorò di Gaio Silio, marito di Giulia Silana, il quale ripudiò la moglie e divenne il suo amante. Nel 48, mentre l'imperatore Claudio si trovava a Ostia, durante una festa dionisiaca a palazzo i due amanti inscenarono il loro matrimonio.
Informato dal liberto Narciso, Claudio (forse timoroso che il rivale volesse succedergli sul trono) decretò la morte dei due amanti. Claudio sarebbe stato avvertito della notizia dai suoi liberti, specie Narcisso, tramite due concubine, Calpurnia e Cleopatra; l'imperatore avrebbe subito convocato dapprima lo stesso Narcisso e poi il circolo dei suoi intimi, interrogando il prefetto dell'annona Gaio Torranio e il prefetto del pretorio Lusio Geta, che l'avrebbero incitato a correre a Roma ad assicurarsi la fedeltà dei pretoriani. Colto da terrore, Claudio avrebbe ripetutamente chiesto se il potere fosse ancora nelle sue mani, e se Silio fosse ancora un privato cittadino.
Claudio si precipitò a Roma, dove Narcisso gli avrebbe fatto prima visitare la casa di Silio, dove l'imperatore trovò beni sottratti alla famiglia imperiale che Messalina avrebbe destinato al proprio amante, e la statua di suo padre, condannato a morte sotto Tiberio nel 24 e che avrebbe dovuto essere rimossa per decreto del Senato; dopodiché, l'imperatore si recò ai Castra Praetoria, dove pronunciò poche e sdegnate parole di fronte ai soldati. Al campo dei pretoriani furono portati coloro che avevano preso parte al matrimonio di Messalina e Silio, incluso lo stesso Silio: furono processati sul posto e condotti quasi tutti al supplizio. Quanto alla moglie dell'imperatore, s'era rifugiata nei giardini che erano appartenuti ad Asiatico: secondo Tacito, Claudio, rientrato a palazzo, ordinò che Messalina gli venisse condotta per discolparsi il giorno seguente, ma Narcisso, temendo che l'imperatore potesse perdonarla, ordinò a un liberto, a un centurione e a dei tribuni di procedere con l'esecuzione di Messalina.
Dato che l'adulterio non prevedeva la pena capitale ma il confino a vita (relegatio in insulam, secondo la Lex Iulia de adulteriis coercendis), la motivazione della caduta di Messalina deve essere identificata in un presunto complotto politico con Silio, ovvero una violazione della Lex Iulia maiestatis, vista anche la damnatio memoriae decretata su di lei.
Mentre Gaio Silio non oppose resistenza e chiese una morte rapida, Messalina si rifugiò negli Horti Lucullani (giardini di Lucullo) dove fu uccisa da un tribuno inviato dal liberto, nonostante sua madre l'avesse incitata a suicidarsi onorevolmente.
Si dice che il tribuno stesso, mentre s'apprestava a ucciderla, avrebbe esclamato: "Se la tua morte sarà pianta da tutti i tuoi amanti, allora piangerà mezza Roma!".  Informato della morte della moglie mentre si trovava a mensa, Claudio non avrebbe posto ulteriori domande e avrebbe continuato a banchettare. Recatosi poi nuovamente dai pretoriani, in un discorso disse che non si sarebbe più sposato (proposito a cui non terrà fede), chiedendo ai soldati di ucciderlo se avesse cambiato idea.

## Messalina nella storiografia
Messalina è stata descritta dagli storici dell'epoca come una donna dissoluta e senza scrupoli, una donna dagli insaziabili appetiti sessuali, pronta a sbarazzarsi dei suoi avversari. Le fonti storiche a cui si fa riferimento sono le Vite dei Cesari di Svetonio, e soprattutto il libro XI degli Annales di Tacito e in particolare la VI delle Satire di Giovenale, tutti scritti circa una settantina d'anni dopo i fatti:
Quid privata domus, quid fecerit Eppia, curas?

respice rivales divorum, Claudius audi

quae tulerit, dormire virum cum senserat uxor,

ausa Palatino tegetem praeferre cubili,

sumere nocturnos meretrix Augusta cucullos

linquebat comite ancilla non amplius una.

sed nigrum flavo crinem abscondente galero

intravit calidum veteri centone lupanar

et cellam vacuam atque suam; tunc nuda papillis

prostitit auratis titulum mentita Lyciscae

ostenditque tuum, generose Britannice, ventrem,

excepit blanda intrantis atque aera poposcit;

continueque iacens cunctorum absorbuit ictus.

mox lenone suas iam dimittente puellas

tristis abit, et quod potuit tamen ultima cellam

clausit, adhuc ardens rigidae tentigine volvae,

et lassata viris necdum satiata recessit,

obscurisque genis turpis fumoque lucernae

foeda lupanaris tulit ad pulvinar odorem. 
»

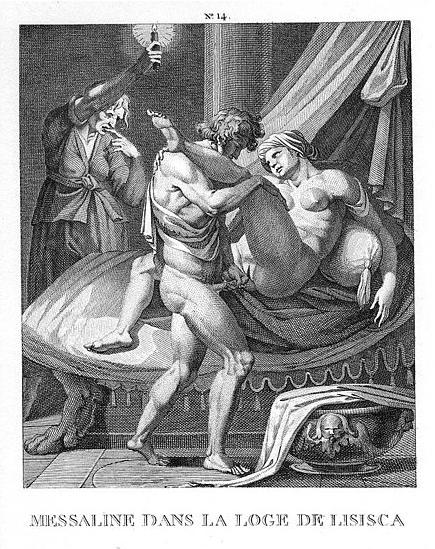
Stando alla Satira VI di Giovenale, Messalina lavorava in un bordello assumendo il nome di Licisca, "cagnetta", "lupetta". Grafico erotico di Agostino Carracci, XVI secolo

Guarda i rivali degli dei; ascolta Claudio

che cosa ha sopportato. Quando la moglie si accorgeva che il marito dormiva,

osando l’Augusta meretrice mettersi dei cappucci da notte

e preferire al talamo del Palatino una stuoia,

lo abbandonava, con non più di una ancella come compagna.

Così, mentre una parrucca bionda nasconde i capelli neri,

entra nel caldo lupanare dalle tende vecchie

e nella stanzetta vuota, tutta per lei; allora nuda con i capezzoli

dorati si prostituisce inventando il nome di Licisca

e offre, o nobile Britannico, il tuo ventre.

Accoglie generosa chi entra e chiede il prezzo

e di continuo, sdraiata, assorbe i colpi di tutti.

Poi, quando il lenone manda via le sue ragazze,

triste se ne va e, l’unica cosa che può fare, per ultima chiude

la stanza, ardendo ancora per l’eccitazione della sua vulva turgida,

e, spossata dagli uomini ma non sazia, se ne va,

con le guance scure e sporca per il fumo della lucerna

porta l’ignobile odore del lupanare nel talamo nuziale.»
(Giovenale, Satire, VI, vv.114-132)
Alcune leggi vigilavano del resto sulla morigeratezza dei costumi femminili, prima fra tutte la legge contro l'adulterio (Lex Iulia de adulteriis coercendis) emanata da Augusto per proteggere i valori della famiglia. Tale legge prevedeva come punizione per le donne adultere (escluse le prostitute o meretrici) la deportazione a vita su un'isola (relegatio in insulam), pena che fu inflitta anche a Giulia, unica figlia di Augusto.
Scrive Dimitri Landeschi: "L'immagine tradizionale di Messalina, che, "acconciata alla moda delle prostitute del tempo, con seno luccicante di polvere dorata, gli occhi resi più scuri e voluttuosi dall'antimonio, la bocca vermiglia", fornisce prestazioni nei bordelli dell'Urbe ha completamente sostituito l'altra, meno conosciuta di donna sentimentale. La "prostituzione" di Messalina è oggi rimessa in questione da alcuni storici moderni come Barbara Levick, considerata una dei grandi esperti della storia antica.
In realtà il caso Messalina non era, nella Roma imperiale, un caso eccezionale. L'epoca in cui viveva ammetteva senza difficoltà la libertà sessuale (anche quella femminile entro certi termini), e tradimenti e adulterii a corte erano consueti e spesso avevano motivazioni politiche.
Secondo questa interpretazione l'accanimento contro Messalina (anche da parte degli storici) trova giustificazione in due elementi: era la moglie dell'imperatore Claudio ed era membro della "gens Iulia". Inoltre, il ritratto fattone dalla storiografia dell'epoca imperiale va contestualizzato: il discredito sessuale delle figure femminili legate alla politica era strumento consueto della propaganda senatoria, che mirava a colpire i propri antagonisti sul piano morale, descrivendoli come nemici del mos maiorum e quindi del popolo romano tutto. 
In quanto moglie di Claudio il suo modo di vivere le causò l'ostilità e l'odio dei fedeli di Claudio, che dopo il "matrimonio" con Gaio Silio le impedirono addirittura di vedere il marito.
In quanto appartenente alla famiglia Giulio-Claudia, fu vittima delle rivalità e della lotta interna alla sua stessa famiglia in cui altri membri, oltre a suo figlio Britannico, potevano essere proposti come successori dell'imperatore Claudio. E proprio per far sì che il figlio potesse un giorno divenire Imperatore, Messalina eliminò fisicamente i potenziali rivali e chiunque potesse anche solo apparentemente ostacolare i suoi piani.
Pagò non solo con la vita tutti gli intrighi e gli omicidi commessi ma subì anche la damnatio memoriae, cioè l'eliminazione del suo nome dai documenti e dai monumenti di Roma e la distruzione delle sue statue. Inoltre, il figlio Britannico non fu mai Imperatore. Alla morte di Messalina, Claudio sposò Agrippina e nominò suo successore il figliastro Nerone, che - si dice - alla morte di Claudio avrebbe ordinato l'assassinio di Britannico.

## Messalina nella cultura di massa

### Cinema
- Messalina, regia di Mario Caserini, con Maria Caserini (1910)
- L'eterna tentatrice (Woman), regia di Maurice Tourneur, con Flora Revalles (1918)
- Messalina, regia di Enrico Guazzoni, con Rina De Liguoro (1924)
- I, Claudius, regia di Josef von Sternberg, con Merle Oberon (incompiuto)
- Messalina, regia di Carmine Gallone, con María Félix (1951)
- I gladiatori (Demetrius and the Gladiators), regia di Delmer Daves, con Susan Hayward (1954)
- Totò all'inferno, regia di Camillo Mastrocinque, con Cristina Fantoni (1955)
- Messalina Venere imperatrice, regia di Vittorio Cottafavi, con Belinda Lee (1960)
- L'ultimo gladiatore, regia di Umberto Lenzi, con Lisa Gastoni (1964)
- On the Game, regia di Stanley A. Long, con Nicola Austin (1974)
- Messalina, Messalina!, regia di Bruno Corbucci, con Anneka Di Lorenzo (1977)
- Caligola, regia di Tinto Brass, con Anneka Di Lorenzo (1979)
- Caligola e Messalina, regia di Bruno Mattei, con Betty Roland (1981)
- Bacanales romanas, regia di Jaime J. Puig, con Raquel Evans (1982)

### Televisione
- The Caesars - serie TV, episodio Claudius, con Nicola Pagett (1968)
- Io Claudio imperatore (I, Claudius) - serie TV, con Sheila White (1976)
- A.D. - Anno Domini (A.D.), regia di Stuart Cooper - miniserie TV, con Jennifer O'Neill (1985)
- Nerone, regia di Paul Marcus - miniserie TV, con Sonia Aquino (2004)
- Messalina vs Agrippina, su arte.tv. URL consultato il 12 marzo 2024.

### Letteratura
- Il personaggio di Messalina è al centro dell'omonimo romanzo del 1901 di Alfred Jarry.
- Una sostanziale rivisitazione del personaggio è contenuta nel romanzo Il mago e l'imperatrice (ISBN 978-88-04-60534-8) di Claudia Salvatori, del 2010, facente parte del ciclo Il romanzo di Roma, curato da Valerio Massimo Manfredi.

- Messalina è protagonista del romanzo “il canto di Messalina” del 2022 di Antonella Prenner Pubblicato per Rizzoli nella collana Historiae.

- Messalina compare inoltre come ospite nel "gran ballo di Satana” rappresentato nel Maestro e Margherita di Michail Bulgakov.

### Fumetti
- La figura leggendaria di Messalina è stata resa protagonista del fumetto erotico Messalina, pubblicato da Ediperiodici dal 1966 al 1974, nonché di quello, omonimo e molto più esplicito ed accurato nell'ambientazione, del francese Jean-Yves Mitton (2011-6), pubblicato in edizione italiana in due volumi dall'Editoriale Cosmo nel 2023.

### Fonti primarie
- Giovenale, Satire, Libro II, 127.

### Fonti secondarie
- Luca Goldoni, Messalina. Una spudorata innocenza, Rizzoli, 1992.
- Dimitri Landeschi, Sesso e potere nella Roma imperiale. Quattro vite scandalose, Edizioni Saecula, 2012, ISBN 978-88-906426-8-5.